# ラッフルズ・ホテル・アンド・リゾーツ
ラッフルズ・ホテル・アンド・リゾーツ(Raffles Hotels & Resorts)はシンガポール証券取引所上場企業であるラッフルズ・ホールディングスのホテル運営部門として1989年に設立された。アコー傘下。

## 概要
設立後の最初の仕事はシンガポールにあるラッフルズ・ホテルの修復であった。1991年に修復が終了し、リニューアルオープンした。その後独自のブランドの開発に着手し、誕生したのがマーチャントコートである。1997年にはロンドンのブラウンズ・ホテルとハンブルクのフィヤー・ヤーレスツァイテンをそれぞれ買収（現在、ブラウンズ・ホテルはラッフルズ・ホテル・アンド・リゾーツを離脱し、ロッコ・フォルテホテルズに加盟）。
また、2002年にスイスホテルズ&リゾーツを約263億円で買収し、経営規模を拡大した。日本でも、2003年に大阪市・南海電鉄難波駅に隣接する南海サウスタワーホテル大阪の建物を南海電鉄から賃借し、スイスホテル南海大阪に改名してチェーン化した。これにより、世界20数国では、ラッフルズ・インターナショナル　ホテルズ&リゾーツとして「ラッフルズ」や「スイスホテル」ブランドでチェーン展開していた。

## フェアモント・ラッフルズ・ホテルズ・インターナショナル
ラッフルズ・インターナショナルは、サウジアラビアのアル・ワリード王子の所有するキングダム・ホールディング・カンパニーとアメリカの投資会社コロニー・キャピタルが作った「キングダム・ホテルズ・インターナショナル」によって買収された。
2006年5月に、同じくキングダム・ホテルズ・インターナショナルに買収されたカナダ・トロントに本部を置く名門ホテルチェーンの「フェアモント・ホテルズ・アンド・リゾーツ」に合併され、現在はフェアモント・ラッフルズ・ホテルズ・インターナショナル(Fairmont Raffles Hotels International)(本社はカナダのトロント)になった。

## ホテルが運営している都市

### アジア・オセアニア
- 中華人民共和国 – 北京市（北京飯店）：同ホテルのB棟を運営している。
- 中華人民共和国 – 海南（ラッフルズ海南）